# 中村雅俊マイ・ホームページ
『中村雅俊マイ・ホームページ』（なかむらまさとしまい・ほーむぺーじ）は、1996年10月7日から2009年4月3日までTBSラジオをキーステーションに平日をはじめJRN系列各局で放送されていたトーク番組である。パーソナリティは俳優の中村雅俊。

## 概要
毎週多彩なゲストを迎えて、仕事の話からプライベートの話まで、さまざまなトークを繰り広げた。ゲスト出演の最終日となる木曜日にはゲストの思い出の曲をかけ、金曜日はリスナーからのはがきや電子メール、リクエスト曲を紹介した。ただし、TBSラジオのスペシャルウィーク期間中は金曜日までゲストとのトークとなる。
2007年秋に放送10周年を迎え、記念の特製クオカードがプレゼントされた。
2009年4月3日放送分をもって、12年半の番組の歴史に幕を閉じた。

## スポンサーと番組名の変遷
1. JOMOイブニングトーク 中村雅俊マイ・ホームページ（番組開始 - 1999年10月1日）
2. 中村雅俊マイ・ホームページ（冠なし）（1999年10月4日 - 2000年3月31日）
3. ゆうちょほがらかトーク 中村雅俊マイ・ホームページ（2000年4月3日 - 2004年3月31日）
4. ENEOSクルージングタイム 中村雅俊マイ・ホームページ（2004年4月1日 - 2007年9月28日）
5. 中村雅俊マイ・ホームページ（冠なし）（2007年10月1日 - 番組終了）

JOMOの広告イメージキャラクターを中村雅俊が務めたタイミングでジャパンエナジー（現在：ENEOS）提供により番組を開始。（スポンサー上の後継番組に「JOMO あの人の物語」が始まる。）
1999年10月からはジャパンエナジーを筆頭とした複数社提供となる。（スポンサー読みでは「JOMO 他各社」。）
2000年4月からは郵便貯金（放送当時は郵政省→郵政事業庁→日本郵政公社による運営だったが、現在は民営化されゆうちょ銀行が事業を継承）提供となる。
その後、ニッポン放送『ENEOSドライビングハイウェイ』のスポンサーであった競合会社の新日本石油（現在：ENEOS）がTBSラジオに提供枠を移動。
新日本石油は2007年9月で提供枠から撤退し、2007年10月から2008年9月まではSUZUKIが担当。2008年10月にSUZUKI提供枠が「ほっとインフォメーション」（「ネットワークTODAY」枠内）に移行してからはスポンサー読みがなくなり、パーティシペーションCMが40秒間流れていた。
番組タイトルとスポンサー読みは『荒川強啓 デイ・キャッチ!』のアシスタント（井上みよ→坂本咲子）が担当した。ただし、井上が『デイ・キャッチ!』を降板してからしばらくの間は外山惠理（TBSアナウンサー）が担当した。

## テーマ曲変遷
オープニングとエンディングには中村雅俊が歌う楽曲を使用した。
1. 「過ぎた日にそっと花を」作詞・作曲：GARDEN、編曲：富田泰弘
2. 「たまには誉めてあげようよ」作詞：並河祥太、作曲：増本直樹、編曲：十川知司
3. 「晴れ晴れといこう」作詞：夏目純、作曲：都志見隆
4. 「あゝ青春」（Brand new edit）作詞：松本隆、作曲：吉田拓郎
5. 「哀しい人」作詞：山田ひろし、作曲：都志見隆
6. 「sunshine」作詞・作曲：水政創史郎
7. 「心の地図」作詞・作曲：都志見隆、編曲：富田泰弘
8. 「あいつ」作詞：工藤哲雄、作曲：都志見隆
9. 「虹の少女」作詞・作曲・編曲：曽我部恵一
10. 「立ち上がれ」作詞：後藤貴光、作曲：FOOT STAMP、編曲：富田泰弘
11. 「滑走」作詞：工藤哲雄、作曲：都志見隆
12. 「コスモス」作詞・作曲：松本素生、編曲：富田泰弘
13. 「涙」作詞・作曲：都志見隆、編曲：河野伸

- | [icon] | この節の加筆が望まれています。 |

## 各地の放送時間（2008年4月時点）
- TBSラジオ 17:05 - 17:15（『荒川強啓 デイ・キャッチ!』内）
- HBC 北海道放送 16:50 - 17:00
- RAB 青森放送 17:50 - 18:00
- IBC岩手放送 17:50 - 18:00
- TBC 東北放送 16:40 - 16:50
- ABS 秋田放送 18:10 - 18:20
- YBC 山形放送 18:10 - 18:20
- RFC ラジオ福島 18:00 - 18:10（『イブニングパートナー』内）
- BSN 新潟放送 18:00 - 18:10
- SBC 信越放送 18:15 - 18:25
- YBS 山梨放送 17:50 - 18:00
- KNB 北日本放送 17:50 - 18:00
- MRO 北陸放送 18:00 - 18:10
- FBC 福井放送 18:00 - 18:10
- SBS 静岡放送 17:50 - 18:00
- CBC 中部日本放送 16:45 - 16:55（『小堀勝啓の心にブギウギ!』内）
- ABC 朝日放送 16:55 - 17:05
- WBS 和歌山放送 17:50 - 18:00
- BSS 山陰放送 18:00 - 18:10
- RSK 山陽放送 17:46 - 17:56
- RCC 中国放送 17:47 - 17:57
- KRY 山口放送 17:50 - 18:00
- JRT 四国放送 17:50 - 18:00
- RNC 西日本放送 18:10 - 18:20
- RNB 南海放送 18:00 - 18:10
- RKC 高知放送 18:00 - 18:10
- RKB毎日放送 17:05 - 17:15
- NBC 長崎放送 18:10 - 18:20
- RKK 熊本放送 18:09 - 18:19
- OBS 大分放送 18:00 - 18:10
- MRT 宮崎放送 17:45 - 17:55
- MBC 南日本放送 18:00 - 18:10
- RBC 琉球放送 17:00 - 17:10

地方局ではかつては「（三共→オロナミンC）ほっとインフォメーション」とワンセットで18:00から放送されるケースが多かったが、「ほっとインフォメーション」がスポーツニュースとして生放送化（事実上「ネットワークTODAY」に編入）されてからは、17時台に放送する地域も多くなった。